# Xã Forest, Quận Becker, Minnesota
Xã Forest (tiếng Anh: Forest Township) là một xã thuộc quận Becker, tiểu bang Minnesota, Hoa Kỳ. Năm 2010, dân số của xã này là 77 người.